# Carlia beccarii
Espèce
Synonymes
- Heteropus beccarii Peters & Doria, 1878

Carlia beccarii est une espèce de sauriens de la famille des Scincidae.

## Répartition
Cette espèce est endémique des îles Kai dans l'archipel des Moluques en Indonésie.

## Étymologie
Cette espèce est nommée en l'honneur de naturaliste italien Odoardo Beccari (1843-1920).

## Publication originale
- Peters & Doria, 1878 : Catalogo dei retilli e dei batraci raccolti da O. Beccari, L. M. D'Alberts e A. A. Bruijn. nella sotto-regione Austro-Malese. Annali del Museo Civico de Storia Naturale di Genova, sér. 1, vol. 13, p. 323-450 (texte intégral)